# Виа Маргута, Рим
Виа Маргута је уска улица у центру Рима, у близини Пиаце дел Пополо, доступна са улице Виа дел Бабуино у древној четврти Кампо Марцио, познатој и као „страначка четврт“. Виа Маргута је првобитно била низ кућа скромних занатлија, радионица и стаја, али сада се ту налазе многе уметничке галерије и модерни ресторани. Са Шпанског трга може се ићи преко виа дел Бабуино, скренути десно преко виа Алберт, и виа Маргута је лево.
У улици су снимани делови филма Празник у Риму, чувено двориште и тераса стана новинара кога глуми Грегори Пек, где долази принцеза коју глуми Одри Хепберн. Након што је филм Празник у Риму из 1953. постао популаран, Виа Маргута се развила у ексклузивно суседство, у којем су живеле такве личности попут филмског редитеља Федерика Фелинија и његове супруге, глумице, Ђулијете Масини. На њиховој згради, бр. 110, постоји плоча - обележје.
у овој улици су се налазили и студији у којима су радили композитори као што су Дебиси, Лист и Вагнер. 
На броју Виа Маргута 53б је студио који је 1917. године користио Пабло Пикасо, где је радио на представи „Парада” Жана Коктоа.

## Етимологија и историја
Име вероватно потиче од речи „Marisgutta“, што значи „Морска кап“, нежног еуфемизма прљавог потока који се спуштао низ оближњи брежуљак Пинцио, попут природне римске канализације. Виа Маргута налазила се иза палата Виа дел Бабуино, где су пронађена складишта и стаје.
Једна од хипотеза односи се на берберина надимка Маргуте (што би значило глуп) који је овде имао своју радњу. Друга могућност је да улица своје име дугује имањима породице Маргути, која је у Риму позната од 15. века. Иако неки тврде да су већ у средњем веку (када је то подручје било врло ретко насељено) на улици били активни сликари, први уметник који је овде имао свој атеље био је 1612. године, Орацио Ђентилески.
У подножју брда Пинцио налазиле су се куће и продавнице зидара, резача мермера и кочијаша који су обављали посао у тим областима. У средњем веку непознати уметник отворио је прву радионицу у којој су најфинији римски мајстори сликали портрете, резали мермер за фонтане и ковали металне плоче, започињући индустрију која је привлачила стране уметнике (укључујући фламанске и немачке), као и Италијане из других региона. Ови имигранти су бараке и стаје постепено замењивали кућама, радионицама и баштама.
Током владавине папе Пиа IX (1846-1878), белгијски монсињор Саверио де Мероде, видећи потенцијал подручја, купио је земљиште, изградио канализацију и уградио уску улицу у јавни градски план.
Виа Маргута данас је шармантна, тиха улица. Иако је у потпуности у центру града, и даље одржава своју баштенску атмосферу, са дрвећем и лозама, што је учинило савршеним избором за уметнике, сликаре, вајаре и антикварце, иако су многи атељеи бивших уметника преуређени у станове.

## Годишња изложба"100 сликара Виа Маргута"
„Сто сликара улице Виа Маргута“ традиционални је уметнички фестивал који се одржава од 1953. године. Изложбу спонзоришу градоначелник и провинција Рим (Лацио), а већ дуги низ година растући је извор откривања нових уметника.
Прослава чини улицу Виа Маргута правом јавном уметничком галеријом, представљајући више од 1.000 уметничких дела, укључујући уљане слике, цртеже и аквареле свих стилова. Нека од изложених дела су дела непознатих или мање познатих уметника, које је одабрао мултинационални жири уметничких критичара.
Улаз је бесплатан, изложба је отворена за све, разгледање дела је необавезно.

## Познати становници
Међу историјским становницима улице били су Ђулијета Масина, Федерико Фелини, Ренато Гутузо, Марина Пунтуриери и Америго Тот.

## Фонтана уметности
На истом подручју се може наћи и „Фонтана уметности“, која има троугласту основу, крунисану кантом четкица за боје (што симболизује присуство уметника на том подручју из 17. века). Према архитекти пројекта Пиетру Ломбардију, који је такође дизајнирао и друге мале „фонтанеле“ широм Рима (обично инспирисане грбовима древне римске четврти), мермерна фонтана исклесана је 1927. године. Две маске су на супротним странама, постављене преко мермерних носача. Слике су тужног и срећног лица, симболизујући колебљива расположења типична за уметнике. Два урезана лица сипају своје слабе водене токове у две мале каде.

## Популарна култура
- Празник у Риму, филм Вилијама Вајлера из 1953. године у којем глуме Одри Хепберн и Грегори Пек, у коме се приказује Пеков стан у овој улици.
- Мојих првих четрдесет година, филм Карла Ванцина из 1987, са Карол Алт и Елиотом Гулдом.
- Quelle Belle Ragazze di Via Margutta (редитељи, сликари и писци који су Рим 1950-их учинили центром света), књига Ђампиера Мугинија из 2004. године
- Виа Маргута се помиње у песми „Arrivederci Roma“.